# Paun Rohovei
Paun Aurelovici Rohovei (în ucraineană Паун Аурелович Роговей; n. 26 octombrie 1970, Voloca pe Derelui, Ucraina) este un diplomat ucrainean, în prezent ambasadorul Ucrainei în Republica Moldova. La 1 decembrie 2017 a fost transferat de la Ambasada Ucrainei în Republica Moldova la Ambasada Ucrainei în România⁠(d). Din 2020, a fost însărcinatul cu afaceri al Ucrainei în România.

## Carieră
Este istoric de profesie. Din 1999 lucrează în diplomația ucraineană, de mulți ani a lucrat la ambasada din România (2000-2004, 2006-2010 și din 2017) și la ambasada din Republica Moldova (2012-2017). Vorbește fluent limba română.